# Zeitzonen in Mexiko

Zeitzoneneinteilung in Mexiko seit 2022

Die Zeitzonen in Mexiko werden vom Nationalen Meteorologiezentrum (CENAM) reguliert, das dem Wirtschaftsministerium untersteht. Seit 2022 existieren vier Zeitzonen, die sich auf die geographische Längen des Landes beziehen. Die Grenzen zwischen den Zonen folgen bis auf einige wenige Ausnahmen den Grenzverläufen der Bundesstaaten. Die mexikanische Sommerzeit wurde 2022 größtenteils ebenfalls abgeschafft.

## Derzeitige Regelungen
Die derzeitigen Zeitzonen in Mexiko wurden 2022 durch den Kongress der Union festgelegt. Sie folgen den Vereinbarungen der Internationalen Meridian-Konferenz von 1884, auf welcher der Nullmeridian festgelegt wurde.

### Zoneneinteilung
Das Land wurde hierzu in vier Zonen eingeteilt. Diese Zonen orientieren sich dabei an den Längengraden 75° W, 90° W, 105° W sowie 120° W. Für jede der vier Zonen wurde die entsprechende Zeitzone festgelegt, welche nach UTC UTC-5, UTC-6, UTC-7 und UTC-8 entspricht.
- Zona Sureste: Diese Zone umfasst das Gebiet des Bundesstaates Quintana Roo und wurde der UTC−5 zugeteilt. Damit existiert eine Stunde Zeitunterschied zwischen dem Badeort Cancún sowie dem 200 Kilometer entfernten Ausflugsziel Chichén Itzá.
- Zona Centro: Die Zona Centro umfasst den größten Teil des Staatsgebiets und mit Mexiko-Stadt und dessen Vorortgemeinden, Guadalajara, Monterrey sowie Puebla auch die Mehrheit der größten Städte des Landes. Sie entspricht UTC−6.
- Zona Pacífico: Diese Zone inkludiert die nordwestliche Pazifikküste des Landes mit den Bundesstaaten Baja California Sur, Sinaloa, Sonora sowie Nayarit. Die Zeitzone entspricht UTC−7. Eine Ausnahme bildet die Gemeinde Bahía de Banderas, welche administrativ zum Bundesstaat Nayarit gehört, jedoch an der Bucht des bekannten Badeorts Puerto Vallarta (Bundesstaat Jalisco) liegt und deshalb UTC−6 nutzt.
- Zona Noroeste: Diese Zone im äußersten Nordwesten Mexikos umfasst lediglich das Gebiet des Bundesstaates Baja California und damit auch die Grenzstadt Tijuana.

Außerhalb des Festlandes liegende Inseln und Riffe werden nicht durch eine Zone, sondern durch ihre geografische Lage und in Übereinstimmung mit dem internationalen Recht geregelt.
Verkompliziert wird die Thematik, da die Zeitzonen zu ihrer Beobachtung umgangssprachliche Namen erhalten haben, die sich an den Namen der Zeitzonen der Vereinigten Staaten orientieren. Gerade im westlichen Landesteil Mexikos weichen sie daher von den offiziellen Namen der Zoneneinteilung ab. Die Zona Sureste nutzt umgangssprachlich die Tiempo del Sureste (Südostzeit, entspricht der Eastern Time), die Zona Centro die Tiempo del Centro (Zentral-Zeit, entspricht Central Time), die Zona Pacífico die Tiempo de la Montaña (Gebirgszeit, entspricht der Mountain Time) sowie die Zona Noroeste die Tiempo del Pacífico (Pazifik-Zeit, entspricht der Pacific Time).

### Regelungen zur Anwendung der Sommerzeit
Obwohl die Sommerzeit seit der Gesetzesänderung 2022 in fast allen Teilen Mexikos nicht mehr angewandt wird, wird sie in den nördlichen Grenzgebieten Mexikos mit Ausnahme des Bundesstaates Sonora weiterhin eingehalten. Hintergrund ist, dass so die Städte in diesen Gebieten der gleichen Zeitzone unterliegen wie deren Nachbarstädte in den Vereinigten Staaten, wo die Sommerzeit noch angewandt wird.
Gemäß dem Ley de Husos Horarios de 2022 (Gesetz über die Zeitzonen 2022) des Kongresses gelten folgende Ausnahmen:
- Gesamter Bundesstaat Baja California: Umstellung von UTC−8 zu UTC−7 im Sommer
- Diverse Gemeinden im westlichen Teil des Bundesstaates Chihuahua: Umstellung von UTC-7 zu UTC-6 im Sommer
- Östliche Grenzregion des Bundesstaates Chihuahua sowie Grenzgemeinden der Bundesstaaten Coahuila, Nuevo León sowie Tamaulipas: Umstellung von UTC-6 zu UTC-5 im Sommer

Die Sommerzeit der mexikanischen Grenzregionen beginnt jedes Jahr am zweiten Märzsonntag und endet am ersten Sonntag im November. Sie ist damit mit den US-amerikanischen Bundesstaaten nördlich der Grenze identisch, welche sich mit dem Energy Policy Act of 2005 auf diese Wechseltage festgelegt hatten.

## Geschichte

### Frühere Regelungen
Die Geschichte der mexikanischen Zeitzonen beginnt am 29. Dezember 1921, als der damalige Präsident Álvaro Obregón das internationale Abkommen zur Einführung eines 24-Stunden-Weltzeitsystems unterzeichnete. Dabei wurde auch festgelegt, dass für das mexikanische Staatsgebiet zwei Zeitzonen gelten sollten: UTC-7 (hora del centro) und UTC-6 (hora del golfo). Änderungen erfolgten bereits in den Jahren 1930 und 1931 unter Pascual Ortiz Rubio mit der Aufteilung in drei Zeitzonen und der Einführung einer ersten Sommerzeit, die aber nur ein Jahr Bestand hatte.
Nach weiteren lokalen Änderungen nutzte Baja California zwischen 1954 und 1960 erneut die Sommerzeit, um sich den nördlich gelegenen Vereinigte Staaten anzupassen. 1981 führte man mit der Tiempo del Sureste (UTC−5) erstmals aus touristischen Gründen eine vierte Zeitzone innerhalb des Landes ein. Diese umfasste ursprünglich die Bundesstaaten Campeche, Yucatán sowie Quintana Roo. Ein Jahr später kehrten die drei Bundesstaaten zur Tiempo del Centro (UTC−6) zurück. Campeche und Yucatán verblieben fortan in dieser Zeitzone, während Quintana Roo mit den touristischen Zentren Cancún, Playa del Carmen sowie Bacalar 1997/1998 erneut mit der Tiempo del Sureste experimentierte.
Im April 2012 verabschiedete der mexikanische Senat einen Gesetzentwurf mit dem Ziel, Quintana Roo erneut eine Zeitzonenänderung zu ermöglichen. Ziel war es diesmal, sich an weitere Reiseziele in der Karibik und an einige Städte in den Vereinigten Staaten und Kanada anzugleichen. Mehrere Jahre stimmte die Abgeordnetenkammer dieser Initiative nicht zu. Am 1. Februar 2015 wurde schließlich der erneute Wechsel in die Tiempo del Sureste genehmigt.

### Abschaffung der Sommerzeit 2022
Die mexikanische Sommerzeit war während ihrer Existenz nie als einheitliche Regelung zu verstehen. Bereits 1931 führte Mexiko in einem Großteil der Bundesstaaten die Sommerzeit ein, die bereits im darauffolgenden Jahr wieder abgeschafft wurde. Danach kam es erst 1954 in Baja California zur erneuten Einführung der Sommerzeit, die immerhin in den folgenden sieben Sommern zu einer Zeitumstellung zwischen dem letzten Aprilsonntag und dem letzten Septembersonntag führte.
1976 führte Baja California dann einmal mehr die Sommerzeit ein, dieses Mal – angeglichen an die US-Bundesstaaten nördlich der Grenze – zwischen letztem Aprilsonntag und letztem Oktobersonntag. 1987 wurde die Sommerzeit zusammen mit den US-amerikanischen Grenzstaaten um drei Wochen auf ersten Aprilsonntag bis letzten Oktobersonntag verlängert. Zwischen 1988 und 1989 nutzten auch die Grenzstaaten Durango, Coahuila, Nuevo León sowie Tamaulipas für ein Jahr die Sommerzeit. Gründe für die Sommerzeit waren wirtschaftlicher und sozioökonomischer Natur. In diesen Bundesstaaten befinden sich diverse wichtige Grenzübergänge, unter anderem San Diego–Tijuana.
Zwischen 1996 und 2022 gab es schließlich in weiten Teilen Mexikos eine Sommerzeit, wobei die Uhren dafür eine Stunde vorgestellt wurden, d. h. UTC-8 wurde zu UTC-7, UTC-7 wurde zu UTC-6, UTC-6 wurde zu UTC-5. Damit glich man sich nun landesweit der Zeit der Vereinigten Staaten an. Bereits drei Jahre nach der einheitlichen Einführung im Jahr 1996, das heißt im Jahre 1999, schaffte Sonora die Sommerzeit eigenständig wieder ab. Dieser Bundesstaat orientiert sich aus geografischen Gründen stark am US-Bundesstaat Arizona, wo es als US-amerikanische Ausnahme größtenteils keine Sommerzeit gibt.
2001 experimentierte Mexiko mit einer stark verkürzten, fünfmonatigen Sommerzeit, die in diesem Jahr in allen Bundesstaaten außer Baja California (eigene Regelung als wichtiger Grenzort) und Sonora (Sommerzeit bereits abgeschafft) galt. Bereits 2002 wurde das Experiment beendet und die ursprüngliche, siebenmonatige Sommerzeit wieder umgesetzt.
Zwischen 1996 und 2009 fanden die Umstellungen mit Ausnahme der fünfmonatigen Sommerzeit 2001 jeweils landeseinheitlich am ersten Aprilsonntag und am letzten Oktobersonntag statt. Sie unterschieden sich so von der mitteleuropäischen Sommerzeit im Frühling um eine Woche. Ab 2010 entschied man sich, die Zeitumstellung in den Grenzregionen des Nordens jeweils am zweiten Märzsonntag und am ersten Novembersonntag stattfinden zu lassen. Damit passte man sich den USA an, welche aufgrund des Energy Policy Act ab März 2007 die Sommerzeit um vier Wochen auf die Zeit zwischen zweitem März- und erstem Novembersonntag verlängert hatten. Die anderen Regionen mit mexikanischer Sommerzeit verblieben bei der April/Oktober-Regelung.
Mit der Zeitumstellung am 30. Oktober 2022 wurde die Sommerzeit landesweit abgeschafft. Die Ausnahme bildet fortan Baja California sowie einige wenige Orte entlang der Grenze zu den USA.

## Trivia
Anders als in anderen Ländern mit ebenso vielen oder mehr Zeitzonen, gibt es in Mexiko nicht den Brauch, zwischen ihnen zu differenzieren. Dies ist zu einem großen Teil der Zentralisierung des Landes geschuldet, wie auch der Tatsache, dass der größte Teil des Landes in der Hora del Centro liegt und auch der Großteil der Bevölkerung (der die Existenz anderer Zeitzonen oft gar nicht bewusst ist) dort lebt. Die nationsweit ausgestrahlten Fernsehprogramme etwa werden ausschließlich nach Tiempo del Centro angekündigt.